# Сеитова, Закария
Закария (Закар) Сеитова — советский хозяйственный, государственный и политический деятель, Герой Социалистического Труда.

## Биография
Родилась в 1929 году на территории современной Талды-Курганской области. Член КПСС.
С 1947 года — на хозяйственной, общественной и политической работе. В 1947—1989 гг. — колхозница, звеньевая свеклосовхоза «Енбекши» Каратальского района Алма-Атинской области/Кировского района Талды-Курганской области Казахской ССР.
Указом Президиума Верховного Совета СССР от 10 декабря 1973 года присвоено звание Героя Социалистического Труда с вручением ордена Ленина и золотой медали «Серп и Молот».
Избиралась депутатом Верховного Совета Казахской ССР 7-го созыва.
Делегат XXV съезда КПСС.
Умерла в Казахстане после 2002 года.

## Награды и звания
- Герой Социалистического Труда (10.12.1973).
- орден Ленина (10.12.1973, 24.12.1976)
- орден Октябрьской Революции (08.04.1971)
- орден Трудового Красного Знамени (11.01.1957)
- орден Дружбы народов (22.02.1982)
- орден «Знак Почёта» (31.12.1965)